# 沈仕
沈仕（1488年—1565年），字懋學，又字子登，號青門山人，浙江杭州府仁和縣人。明朝散曲作家。

## 生平
尤工南曲，以清麗尖新之筆，寫男女冶蕩之情，開曲中香奩體一派。跟隨者皆曰「效青門體」，畫亦有名，馮惟敏推崇備至，其人棄科舉以山水終身，著有散曲集《唾窗絨》。